# Antoni Augustynowicz
Antoni Augustynowicz – polski matematyk, doktor habilitowany nauk matematycznych, pracownik naukowy Uniwersytetu Gdańskiego, specjalista od równania całkowego, równania różniczkowego i funkcyjnego.

## Kariera naukowa
W 1979 roku został zatrudniony na Uniwersytecie Gdańskim, gdzie w 1987 roku na jego Wydziale Matematyki, Fizyki i Informatyki uzyskał stopień doktora nauk matematycznych na podstawie rozprawy pt. Istnienie, jednoznaczność i różniczkowalność względem parametru rozwiązań pewnych równań całkowo-funkcyjnych oraz różniczkowo-funkcyjnych z nieograniczonym opóźnieniem, której promotorem był prof. Marian Kwapisz. W 2001 roku uzyskał na Uniwersytecie Śląskim w Katowicach stopień doktora habilitowanego nauk matematycznych w dyscyplinie matematyki na podstawie pracy pt. Partial Differential Equations with Deviated Arguments at Derivatives (Cząstkowe równania różniczkowe z odchylonymi argumentami pochodnych).
W 2016 roku otrzymał Brązowy Medal Uniwersytetu Gdańskiego Doctrinae Sapientiae Honestati za pełną zaangażowania działalność na rzecz organizacji wydarzeń Roku Matematyki na Pomorzu.